# Michael Peca
Michael Anthony Peca, detto Mike (Toronto, 26 marzo 1974), è un ex hockeista su ghiaccio canadese.
Ha vinto la medaglia d'oro olimpica nell'hockey su ghiaccio con la nazionale maschile canadese alle Olimpiadi invernali di Salt Lake City 2002.
Nel 1994 ha vinto il campionato mondiale di hockey su ghiaccio Under-20.
In NHL ha vestito le casacche di Vancouver Canucks (1993-1995), Buffalo Sabres (1995-2000), New York Islanders (2001-2004), Edmonton Oilers (2005-2006), Edmonton Oilers (2006-2007) e Columbus Blue Jackets (2007-2009), disputando oltre 860 incontri.